# Hendersonmarkduva
Hendersonmarkduva (Pampusana leonpascoi) är en förhistorisk utdöd fågel i familjen duvor inom ordningen duvfåglar. 

## Förekomst och upptäckt
Fågeln beskrevs 2003 utifrån subfossila lämningar funna på Henderson Island i ögruppen Pitcairnöarna i sydöstra Polynesien 1991.

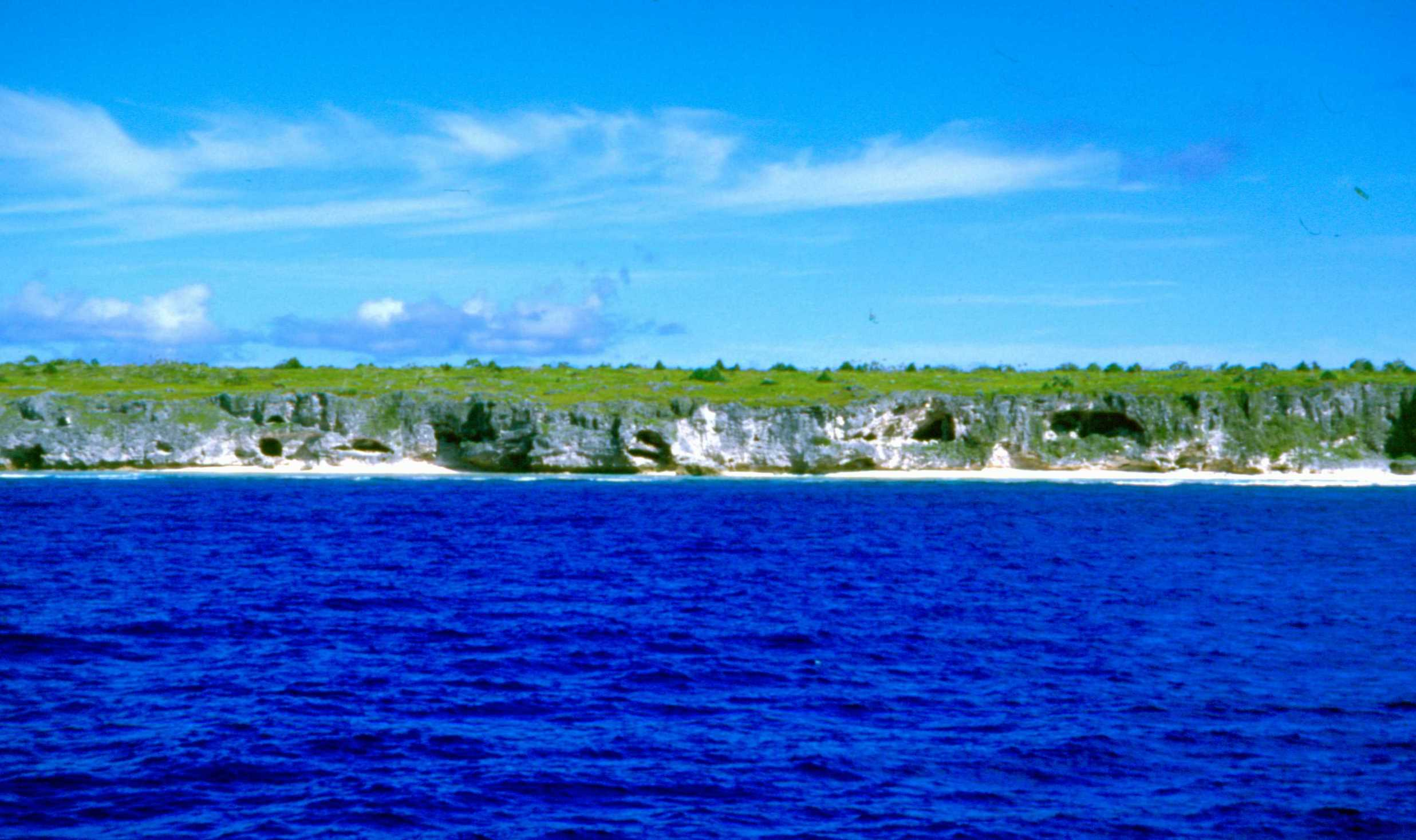
Henderson Island där fågeln tidigare förekom.

## Kännetecken
Hendersonmarkduvan liknade söderhavsmarkduvan i proportionerna, men var större. Den hade också kortare vingar och kraftigare tarser, vilket tyder på att den troligen var dålig på att flyga och eventuellt helt flygoförmögen.

## Släktestillhörighet
Ursprungligen placerades arten i släktet Gallicolumba. Studier visar dock att dessa inte är varandras närmaste släktingar, där arterna i Pampusana står närmare australiensiska duvor som Geopelia. Hendersonmarkduvan är troligen släkt med de övriga markduvorna som förekommer i Stilla havet, vilket betyder att den bör placeras i Pampusana. 

## Utdöende
Hendersonmarkduvan dog ut efter att människan kom till ön cirka år 1050, troligen på grund av jakt. Två av de tre övriga duvarter som förekom på ön dog också ut, liksom flera andra fågelarter.

## Namn
Fågelns vetenskapliga artnamn hedrar Leon Pasco (1959-1987), en nyzeeländsk bergsklättrare som avled i en klätterolycka och nära vän till Graham Wragg som beskrev arten 2003.